# Ürögi László
Ürögi László (Újpest, 1940. július 31. –) magyar kajakozó, edző.

## Pályafutása
1940. július 31-én született Újpesten Ürögi János és Kovács Gizella gyermekeként. 1978-ban a Testnevelési Főiskolán kajak-kenu szakedzői oklevelet szerzett. 1980-tól mesteredző. 1952 és 1956 között s Bp. Dózsa, illetve 1957 és 1971 között az Újpesti Dózsa versenyzője volt. Nevelőedzője Vásárhelyi György volt. Edzői Keresztes János és Granek István voltak. 1959 és 1970 között a válogatott keret tagja volt.
1971 óta edzőként dolgozott. 1971 és 1974 között a VM Egyetértés, 1975-től az MTK–VM edzője. Tanítványa közül Szabó István, Bakó Zoltán és Wichmann Tamás világbajnokok, Rajnai Klára olimpia bronzérmes lett. 1987–88-ban az Egyesült Államok olimpiai kajak-kenu válogatott vezetőedzője volt.

## Sikerei, díjai
Világbajnokság
- Négyes 10000 m
  - bajnok: 1963, Jajce[1]
  - 2.: 1966, Berlin
  - 4.: 1970, Koppenhága

Európa-bajnokság
- Egyes 10000 m
  - bajnok: 1965, Snagov
  - 4.: 1969, Moszkva
  - 6.: 1961, Poznan
- Négyes 10000 m
  - bajnok: 1961, Poznan, 1963, Jajce[1]
  - 4.: 1965, Snagov
  - 6.: 1959, Duisburg
- Négyes 1000 m
  - 5.: 1961, Poznan

Magyar bajnokság
- Egyes 1000 m
  - bajnok: 1961
  - 2.: 1964
  - 3.: 1968
- Egyes 10000 m
  - bajnok: 1964
  - 2.: 1960, 1962, 1967
  - 3.: 1963, 1966, 1968
- Egyes 4x500 m
  - bajnok: 1961, 1970
- Kettes 10000 m
  - 3.: 1958
- Kettes, folyami
  - bajnok: 1964
- Négyes 1000 m
  - bajnok: 1960, 1961, 1962, 1963
- Négyes 10000 m
  - bajnok: 1969, 1970
- Négyes, folyami
  - bajnok: 1961, 1962

## Kötete
- Egy kajakos naplója; Püski, Bp., 2010

## Díjai, elismerései
- Mesteredző (1981)